# Serra de Pujarnol
La Serra de Pujarnol és una serra situada al municipis de Canet d'Adri a la comarca del Gironès i el de Porqueres a la comarca del Pla de l'Estany, amb una elevació màxima de 628 metres.